# Maria Sole Santasilia
Maria Sole Santasilia (Napoli, 29 marzo 1962) è una giornalista, conduttrice radiofonica e tiratrice a volo italiana.

## Biografia

### Attività giornalistica
Dopo aver terminato gli studi, inizia a lavorare come dj radiofonica a Tele Radio Stereo, Radio Luna e circuiti di produzione radio per poi approdare alla conduzione di Studio Due rubrica pomeridiana di musica e notizie in diretta su RaiStereoDue, a cura di Maurizio Riganti. Contemporaneamente conduce su Rai Uno, in prima serata, come inviata di Rai Stereo Due, Saint Vincent Un disco per l'Estate per due edizioni consecutive ed effettua lo start up di Radio Dimensione Suono Due emittente di sola musica soft, seguendone la programmazione per cinque anni, come unico responsabile. Con Luca Damiani conduce Concertone, programma di Rai Tre sulla storia della musica raccontata attraverso i grandi concerti rock. Successivamente affianca Jocelyn, Enrico Beruschi ed Emanuela Folliero alla conduzione della prima edizione di Conto su di te! game show in onda in prima serata su Rai Due. Per RDS redige e conduce i notiziari sotto la direzione di Mauro Mazza. Lavora come redattrice presso la Fortuna audiovisivi di Maurizio Costanzo e Alberto Silvestri. Nel 1990 inizia a collaborare con la rubrica Speciale TG1 a cura di Clemente Mimun e in seguito di Romano Tamberlich. La collaborazione con i telegiornali Rai prosegue con la rubrica TV7 a cura di Romano Tamberlich e tempo dopo con TG2 Dossier a cura di Daniela Tagliafico. Collabora con Mixer di Giovanni Minoli su Rai Due e la rubrica Mille e una Italia a cura di Giampiero Beltotto in onda su Rai Tre. Realizza documentari sul canale Caccia e Pesca di Sky, a cura di Bruno Modugno.

### Attività sportiva
Ha fatto parte della squadra nazionale di Tiro a Volo, sport che ancora pratica. Ha vinto tre titoli mondiali a squadre nelle discipline Fossa Olimpica, Fossa Universale ed Elica, un titolo europeo a squadre nella disciplina Double Trap, due titoli europei individuali nelle discipline Elica e Fossa Universale e tre titoli italiani nella disciplina Fossa Universale.

## Onorificenze
- Medaglia d’Oro al Valore Atletico 1998, 2002, 2003